# Sự kiện UFO núi Berwyn
Sự kiện UFO núi Berwyn xảy ra vào ngày 23 tháng 1 năm 1974 khi nhiều người chứng kiến luồng ánh sáng và tiếng động có liên quan đến UFO tại đỉnh Cadair Berwyn và Cadair Bronwen thuộc dãy núi Berwyn ở Llandrillo, Merionethshire, xứ Wales. Bằng chứng khoa học chỉ ra rằng sự kiện này do một cơn động đất tạo ra kết hợp với những vụ nhìn thấy một quả thiên thạch sáng rực được quan sát rộng rãi trên khắp xứ Wales và miền Bắc nước Anh vào thời điểm đó.

## Diễn biến vụ việc
Buổi tối ngày 23 tháng 1 năm 1974, cư dân sống tại khu vực Dãy núi Berwyn ở phía bắc xứ Wales đã tới cơ quan cảnh sát để trình báo về một tiếng động lớn và luồng ánh sáng rực rỡ trên bầu trời. Khi giới nghiên cứu UFO tuyên bố rằng có một chiếc UFO bị rơi và Chính phủ Anh cố tình che đậy việc quân đội thu hồi một con tàu vũ trụ gặp nạn, vài tờ báo lá cải đã gọi đùa đây là "Sự kiện Roswelsh".
Bằng chứng khoa học chỉ ra rằng sự kiện này do một cơn động đất tạo ra kết hợp với những vụ nhìn thấy một quả thiên thạch sáng rực được quan sát rộng rãi trên khắp xứ Wales và miền Bắc nước Anh vào thời điểm đó.
Tài liệu xếp loại mật của Bộ Quốc phòng cũng cho thấy biến cố này là do tác động tổng hợp của động đất và thiên thạch. Viện Khoa học Địa chất (nay là Cơ quan Khảo sát Địa chất Anh) báo cáo rằng họ ghi nhận một trận động đất mạnh 3,5 độ Richter xảy ra vào lúc 8 giờ 38 phút tối đêm đó trên một khu vực rộng lớn ở phía bắc xứ Wales và đến tận Formby ở Anh - cách Liverpool chừng 13 dặm về phía bắc. Cơ quan này chưa xác định ngay lập tức đây là một trận động đất, do đó phía cảnh sát đã phải tiến hành điều tra vụ việc. Tuy vậy, mức độ của cú sốc lớn đến mức xảy ra do một vụ tai nạn máy bay thì miệng hố tạo ra đủ lớn để có thể dễ dàng nhìn thấy hiện tượng này. Luồng sáng bất thường theo như báo cáo cho thấy có thể đây chỉ đơn giản là sao băng, nhưng cũng có thể bao gồm hiện tượng mà giới khoa học gọi là ánh sáng động đất.

## Ảnh hưởng văn hóa
Trường hợp này là chủ đề của một phân đoạn trên chương trình The One Show của BBC1 vào ngày 2 tháng 3 năm 2021.
Một tập phim thuộc bộ phim dài tập Ancient Aliens năm 2017 đã suy đoán rằng có UFO bị rơi tại Berwyn và mảnh vỡ của nó có khả năng được đưa đến căn cứ Rudloe Manor.